# أوسوالدو بايا
أوزوالدو بايا سارديناس (بالإسبانية: Oswaldo Payá)‏ (29 فبراير 1952 - 22 يوليو 2012) ناشطا سياسي كوبي فاز بجائزة سخاروف لحرية الفكر عام 2002.

## وفاته
توفي في 22 يوليو 2012 في حادث سيارة في ظروف مثيرة للجدل. 